# Herbert Nebe
Herbert Nebe   (Leipzig, 11 de maig de 1899 - Gotha, 13 d'octubre de 1985) va ser un ciclista alemany que fou professional entre 1925 i 1930. El seu èxit més important fou la medalla de plata al Campionat del Món de ciclisme de 1928.

## Palmarès
Palmarès de Herbert NEBE.
- 1927
  - 1r de la Volta a Dresden
- 1928
  - 1r de la Berlín-Cottbus-Berlín
  - 1r de la Volta Bayern
  -  Medalla de plata al Campionat del Món de ciclisme

### Resultats al Tour de França
- 1930. Abandona (19a etapa)